# Runenstein U 896

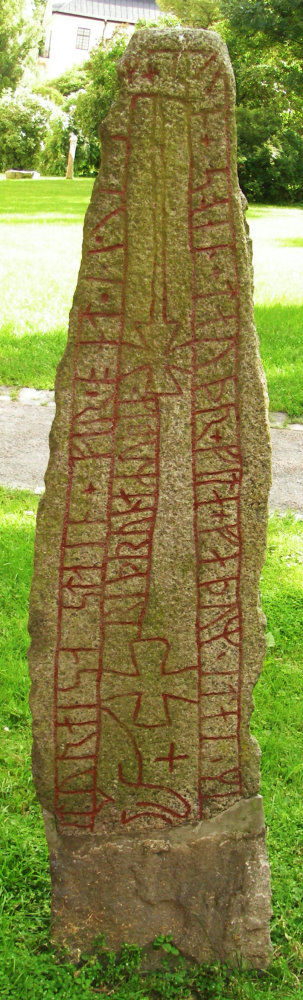
Runenstein U 896

Der 1,7 m hohe Runenstein U 896 aus Granit in Uppsala in Uppland in Schweden stammt ursprünglich aus Håga in Bondkyrka. Er wurde im 17. Jahrhundert nach Uppsala gebracht. 1867 wurde der Runenstein mit den Steinen U 489 und U 1011 zur Weltausstellung nach Paris geschickt. 
Der Stein fällt wegen seiner schmalen, hohen Form auf. Der untere Teil des Runentextes fehlt. Er beginnt auf der unteren linken Seite, setzt sich entlang der Außenkante des Steins fort und endet auf der unteren rechten Seite. Die Signatur des Runenmeisters Öpir befindet sich links innerhalb des Schlangenbandes der Runen. In der Mitte des Steins befinden sich zwei Kreuze, eines auf der oberen und eines in der unteren Hälfte. Aufgrund einer abgeschlagenen Fläche ist der Runentext nicht vollständig.

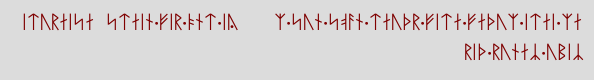
Die Inschrift lautet: ...hat den Stein errichtet für den Geist von Eyndar(?), ihren Sohn, (der) in Taufkleidern in Dänemark(?) gestorben ist. Öpir ordnete die Runen.

Es ist nicht möglich zu sagen, wer den Stein errichtete, weil der Name auf dem unteren Teils des Steins verschwunden ist. Dass der Tote weiße Kleider trug bedeutet, dass er auf dem Totenbett seine Taufkleidung im christlichen Glauben trug. In Uppland gibt es sieben Steine mit ähnlichen Inschriften.
Der mit Öpir signierte Stein unterscheidet sich in der Verzierung deutlich von anderen bekannten Werke des Öpir, der in der zweiten Hälfte der 1000er Jahre in Uppland produktiv war. Daraus wurde der Schluss gezogen, dass der Stein von jemand mit dem gleichen Namen erstellt wurde. Die Signatur ist dieselbe wie auf dem Runenstein U 940, der auch im Universitätspark steht. Neuere Studien weisen darauf hin, dass die beiden Steine Jugendwerke Öpirs sein könnten.
Der Stein befindet sich zusammen mit weiteren Runensteinen, einem modernen Runenstein sowie der Betonkopie einer bronzezeitlichen Schiffsritzung hinter dem Gustavianum im Universitetsparken (Universitätspark).